# PicoDragon
PicoDragon – wietnamski pikosatelita (CubeSat 1U) technologiczno-edukacyjny zbudowany przez Wietnamskie Narodowe Centrum Satelitarne.
Wyniesiony w kosmos 21 lipca 2012. Satelizowany 4 października 2012 z pokładu automatycznego statku transportowego HTV-4 przez firmę NanoRacks. Misja została zrealizowana przy współpracy JAXA, Uniwersytetu Tokijskiego i IHI Aerospace.
PicoDragon przenosił kamerę niskiej rozdzielczości do obserwacji Ziemi. Służył też do badań technologicznych. Satelita nadawał na dwóch częstotliwościach:
- nadajnikiem 100 mW CW na fali 437,250 MHz – radiolatarnia, tzw. beacon, nadająca kodem Morese’a tekst „PICO DRAGON VIET NAM”, co 30 sekund.
- nadajnikiem 800 mW AX.25 AFSK 437,365 MHz, przepustowość 1200 bps – wysyłanie danych

Przesyłanie komend odbywało się w paśmie VHF. Komputer pokładowy został oparty na 8-bitowym mikrokontrolerze PIC PIC16F877A z 32 kb pamięcią EEPROM, jako pamięcią główną. Energię elektryczną pobierał z akumulatora litowo-jonowego o pojemności 1,45 Ah, ładowanego przez 2 ogniwa słoneczne o łącznej mocy 2,35 W. Korpus satelity, mający masę 220 gram, wykonany był ze aluminium 6061-T6.
Pierwszy sygnał z satelity odebrano 19 listopada 2013 o 16:08.